# Juin 1844

## Événements
- 1er juin : arrivée de Nicolas Ier de Russie à Londres pour 8 jours.

- 3 juin : mort du duc d'Angoulême.

- 6 juin :
  - Fondation par le pasteur britannique George Williams de la Young Men's Christian Association à Londres (YMCA).
  - Intervention des troupes prussiennes en Silésie, pour réprimer une insurrection de tisserands. Le caractère sanglant de la répression et la misère des ouvriers frappent les intellectuels et les artistes Allemands.

- 7 juin : loi de fabrique (Factory Act) pour améliorer la condition ouvrière (mise en application le 10 septembre).

- 15 juin : nouvelle attaque marocaine.

- 19 juin : Bugeaud occupe Oujda, au Maroc, puis se retire pour inciter le gouvernement chérifien à négocier, mais en vain.

- 29 juin, France : le journal Le Commerce, titre spécialisé dans les informations commerciales ou industrielles, est repris par une société d'exploitation où figurent six députés d'opposition, dont Corcelle et Tocqueville. Le 24 juillet, un manifeste présente la ligne éditoriale du titre qui veut représenter le « grand parti national qui n'a cessé de travailler […] à constituer parmi nous la liberté politique et l'égalité devant la loi ».

## Naissances
- 9 juin : Bernard Saint-Jours, douanier, historien et géographe français.
- 1er juin : Vassili Polenov, peintre russe († 18 juillet 1927).
- 11 juin : William Robert Brooks (mort en 1922), astronome américain.

## Décès
- 3 juin : l'ex-dauphin Louis (68 ans) de France, comte de Marnes, aîné des Capétiens et chef de la maison de France.
- 13 juin : Thomas Charles Hope (né en 1766), physicien et chimiste écossais.
- 19 juin : Étienne Geoffroy Saint-Hilaire, naturaliste français (° 1772).
- 25 juin : Johan Stephan Decker, peintre alsacien (° 26 décembre 1784).
- 26 juin : John Conrad Otto, médecin américain (° 13 mars 1774).
- 27 juin : Joseph Smith, premier président de l'Église de Jésus-Christ des saints des derniers jours (° 23 décembre 1805).